# Prophet-5
A Prophet-5 az amerikai Sequential cég által gyártott analóg szintetizátor. Dave Smith és John Bowen tervezték 1977-ben, akik az akkoriban új technológiának számító mikroprocesszorokat alkalmazták, hogy megalkossák az első teljesen programozható hangszínmemóriával ellátott polifónikus szintetizátort. Más korabeli szintetizátoroktól eltérően a felhasználóknak lehetőségük van arra, hogy gombnyomásra elmentsék és betöltsék a hangszínek beállításait ahelyett, hogy minden alkalommal kézzel kelljen beállítaniuk a hangszert. Ennek eredményeként lehetővé vált, hogy a szintetizátorok az addigi gyakran véletlenszerűen létrejött hangzások helyett „ismerős hangszínek sztenderd csomagjával” bírjanak.:385
1978 és 1984 között nagyjából 6000 darab készült az eredeti három verzióból. 1981-ben a Sequential kiadott egy tíz szólamú, dupla billentyűzetes változatot, ami a Prophet-10 nevet kapta. A Sequential cég 2020 óta a szintetizátor újabb, negyedik verzióját gyártja, valamint egyéb gyártók által megjelentek különféle szoftveres emulációk és hardveres replikák is. A Prophet-5-öt széles körben használják a könnyűzenében és filmzenékben egyaránt.

## Fejlesztés
A Prophet-5-öt 1977-ben fejlesztette ki Dave Smith és John Bowen a Sequential Circuits-nél. Az 1970-es évek közepén Smith főállásban dolgozott mikroprocesszorokkal, ami akkoriban új technológia volt. Smith kigondolta azt a koncepciót, mely szerint ezeket szintetizátor chipekkel kombinálva létre lehetne hozni egy programozható szintetizátort, amely képes lenne arra, hogy eltárolja a hangszín-beállításokat egy digitális memóriában, így nem volna szükség a szintetizátor manuális beállítására minden egyes alkalommal. Azonban nem foglalkozott komolyabban az ötletével, ugyanis azt feltételezte, hogy a Moog vagy az ARP cégek közül valamelyik idővel előáll egy ilyen hangszerrel. Viszont ahogy telt az idő, nem jelent meg ilyen szintetizátor. A lehetőséget meglátva 1977 elején Smith otthagyta az addigi munkahelyét, hogy a tervét saját vállalkozást alapítva, főállásban valósítsa meg.
Először Smith és Bowen kifejlesztették a tíz szólamú Prophet-10-et, ami viszont elektronikailag instabilnak bizonyult, valamint gyorsan túlmelegedett és ezek a problémák komoly hangolási problémákhoz vezettek. Ezért Smith és Bowen eltávolították az elektronika felét, ezáltal ötre csökkentve a szólamok számát, így létrehozva a Prophet-5-öt. Smith 1978. januárjában, a NAMM Show-n mutatta be a Prophet-5-öt a nagyközönség számára és még abban az évben le is szállította az első hangszereket a megrendelőknek.

### Gyártás
Három változat készült 1978 és 1984 között. Az elsőt, a Revision 1-et kézzel szerelték össze és igyekeztek a lehető legrövidebb idő alatt a legtöbb hangszert legyártani, hogy a cég számára kezdeti bevételt generáljanak. Ebből a változatból mindössze csak 182 készült. A Revision 2-ből már több mint 1000 darabot gyártottak. Ez a modell robusztusabb volt, a hangszínmemória mágnesszalaggal működött és a ház faanyagát koa fáról diófára cserélték. A Revision 3-nál a Solid State Music (SSM) IC chipeket Curtis Electromusic Specialties (CEM) gyártásúakra cserélték, ami miatt a szintetizátor elektronikájának jelentős részét újra kellett tervezni. A Sound on Sound szerint a Revision 3 „továbbra is lenyűgöző volt és ugyanúgy jó érzés volt rajta játszani, de a hangzása kissé ridegebb és jellegtelenebb volt a korábbi modellekhez képest”. Összesen körülbelül 6000 darab Prophet-5 szintetizátort gyártottak.

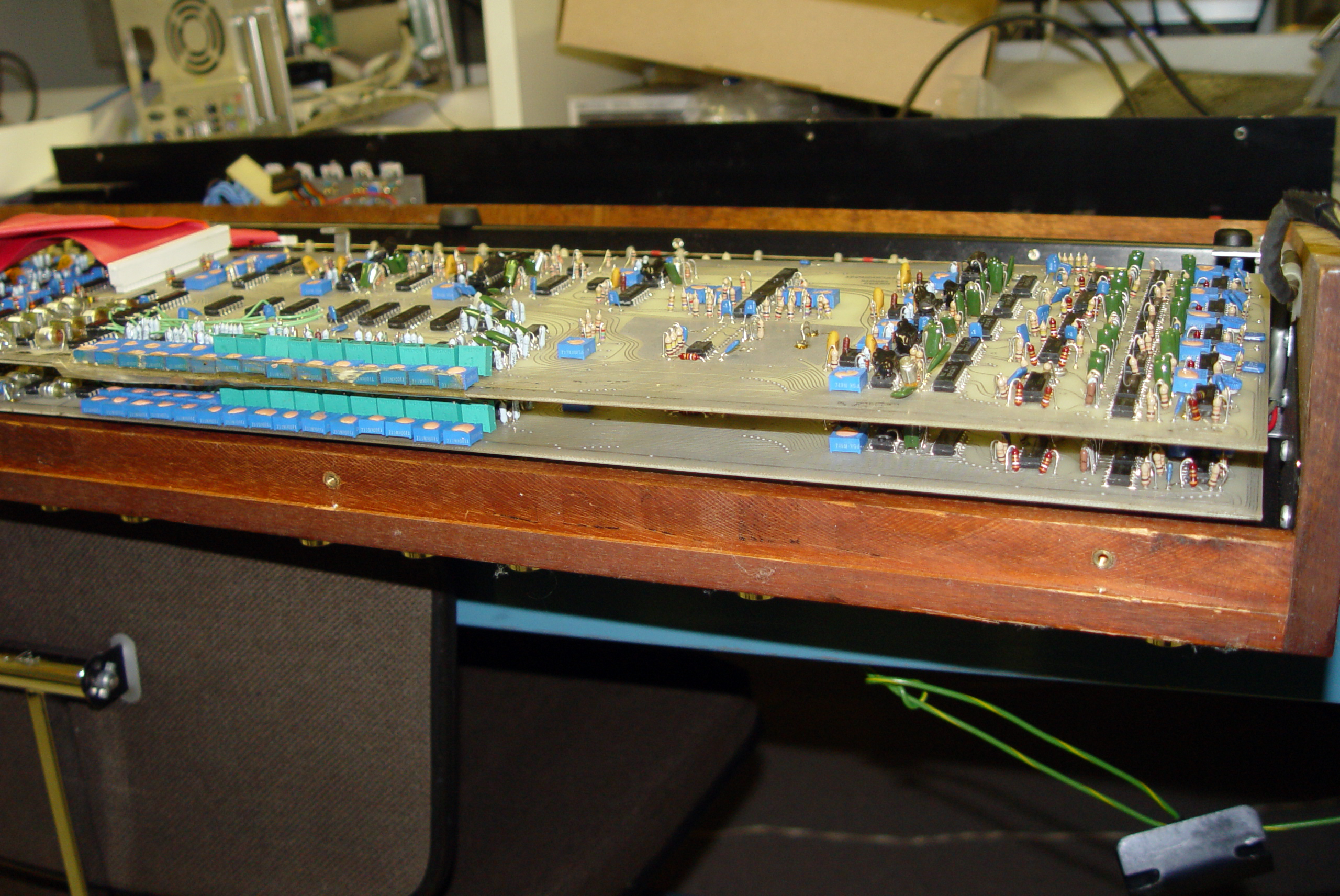
A Prophet-10-ben két darab Prophet-5-nek megfelelő elektronika található meg, így jön létre a tíz szólam

1981-ben a Sequential Circuits kiadta a Prophet-10-et, amely 10 szólammal, 20 oszcillátorral és dupla billentyűzettel bír. Ez a szintetizátor a Prophet-5 Revision 3-hoz hasonlóan szintén CEM chipeket használ. Az első Prophet-10-ek Exatron Stringy Floppy meghajtót használtak a hangszínek és a szekvenszer-beállítások tárolására. A Sequential később Braemar szalagos meghajtóra váltott a nagyobb megbízhatóság és a körülbelül négyszer annyi szekvenszer-beállítás tárolásának lehetősége miatt.
2020 óta a Sequential újra gyártja a Prophet-5-öt a Prophet-10 új verziójával együtt, Rev 4 néven.

## Funkciók
A korai, Revision 1-es és 2-es Prophet-5-ökbe az E-mu Systems cég által tervezett feszültségvezérelt oszcillátor (VCO), szűrő és erősítő chipeket építettek be, amelyeket a Solid State Music (SSM) gyártott. A Revision 3-as Prophet-5-ök esetében viszont a Curtis Electromusic Specialties által gyártott Curtis CEM chipeket használták. A zenészek egy része szerint az SSM oszcillátorok gazdagabb, teltebb hangszínt produkáltak. Ezzel együtt az SSM oszcillátorok kevésbé voltak megbízhatóak és idővel hajlamosak voltak az elhangolódásra, míg a CEM chipek már jelentősen stabilabbak voltak.
Legközelebbi versenytársától, a Yamaha CS-80-tól eltérően a Prophet-5 digitális hangszín-memóriával rendelkezik, ami lehetővé teszi a felhasználók számára, hogy a beállított hangszíneket egy gombnyomásra elmentsék, majd később újra betöltsék őket. Az addigi szintetizátorok esetében a beállításokat például írott és rajzolt formában, papíron „tárolták" (ezek az úgynevezett „patch sheet”-ek) és manuálisan kellett őket minden egyes alkalommal újra beállítani. A Prophet-5 egy szabadalmaztatott soros interfésszel is fel volt szerelve, amely lehetővé tette a felhasználó számára, hogy a Prophet Remote nevű keytar kontroller segítségével is játszhasson a szintetizátoron. Ez az interfész azonban nem tudja csatlakoztatni a Prophet-5-öt ezen kívül más eszközhöz. A Sequential később gyártott egy MIDI interfészt, amely utólag beszerelhető a Prophet-5 Revision 3 kései gyártású példányaiba. Ezen kívül külső gyártók is kínálnak MIDI interfaceket a hangszerhez.

## Hatása
A Prophet-5 előtt a szintetizátorokat kábelek átkötésével és potméterek, kapcsolók, valamint csúszkák használatával kellett átállítani minden egyes esetben, amikor a hangszín változtatására volt szükség. Emiatt nem volt arra garancia, hogy sikerül újból előállítani egy korábban létrehozott hangzást. A Prophet-5, amelynél a beállításokat el lehet menteni egy memóriába, lehetővé tette, hogy szintetizátorok az addigi gyakran véletlenszerűen létrejött hangzások helyett „ismerős hangszínek sztenderd csomagjával” bírjanak.:385 A MusicRadar szerint a Prophet-5 „egész egyszerűen megváltoztatta a világot”.
A Prophet-5 piacvezetővé és sztenderddé vált zeneiparban. A The Cars pop-rock együttes billentyűse, Greg Hawkes a Prophet-5-ön játszott az együttes "Let's Go" (1979) és "Shake It Up" (1981) című slágereiben. A Kraftwerk együttes is használta az 1981-es "Computer World" turnéjukon. David Sylvian is játszott rajta a Japan együttes "Ghosts" (1982) című slágerében, valamint az együttes billentyűse, Richard Barbieri szintén gyakran használta a szintetizátort. Michael Jackson sokat használta a Thriller (1982) című stúdióalbumán, Madonna pedig a Like a Virgin (1984) című lemezén játszott rajta. Peter Gabriel a Prophet-5-öt a „vén csataló” szintetizátorának nevezte és sok hangzáshoz felhasználta az 1986-os So című albumán. Brad Fiedel többek közt egy Prophet-10-et használt a Terminátor – A halálosztó (1984) című film zenéjéhez, továbbá John Carpenter szintén gyakran alkalmazta a filmzenéiben a Prophet-5-öt és a Prophet-10-et. Vangelis görög zeneszerző is használta a Prophet-5-öt és a Prophet-10-et, utóbbit például a Szárnyas Fejvadász (1982) filmzenéjében.
A Prophet-5 széles körben elterjedt volt az 1980-as években a szintipop előadóknál, erre többek közt példa az Orchestral Manoeuvres in the Dark, Tears for Fears, Thompson Twins, Thomas Dolby, Devo, Eurythmics, Soft Cell, Vince Clarke és a Pet Shop Boys. A Radiohead együttes a 2000-ben megjelent albumán, Kid A-n játszott Prophet-5-ön, ezen belül is külön megemlítendő az "Everything In Its Right Place" című szám. A további felhasználók között olyan neveket találhatunk, mint például Tony Banks, Phil Collins, Tangerine Dream, Dr. Dre, Richard Wright, Rick Wakeman, Pendulum, BT, és John Harrison.

## Utódok, újra-kiadások és replikák

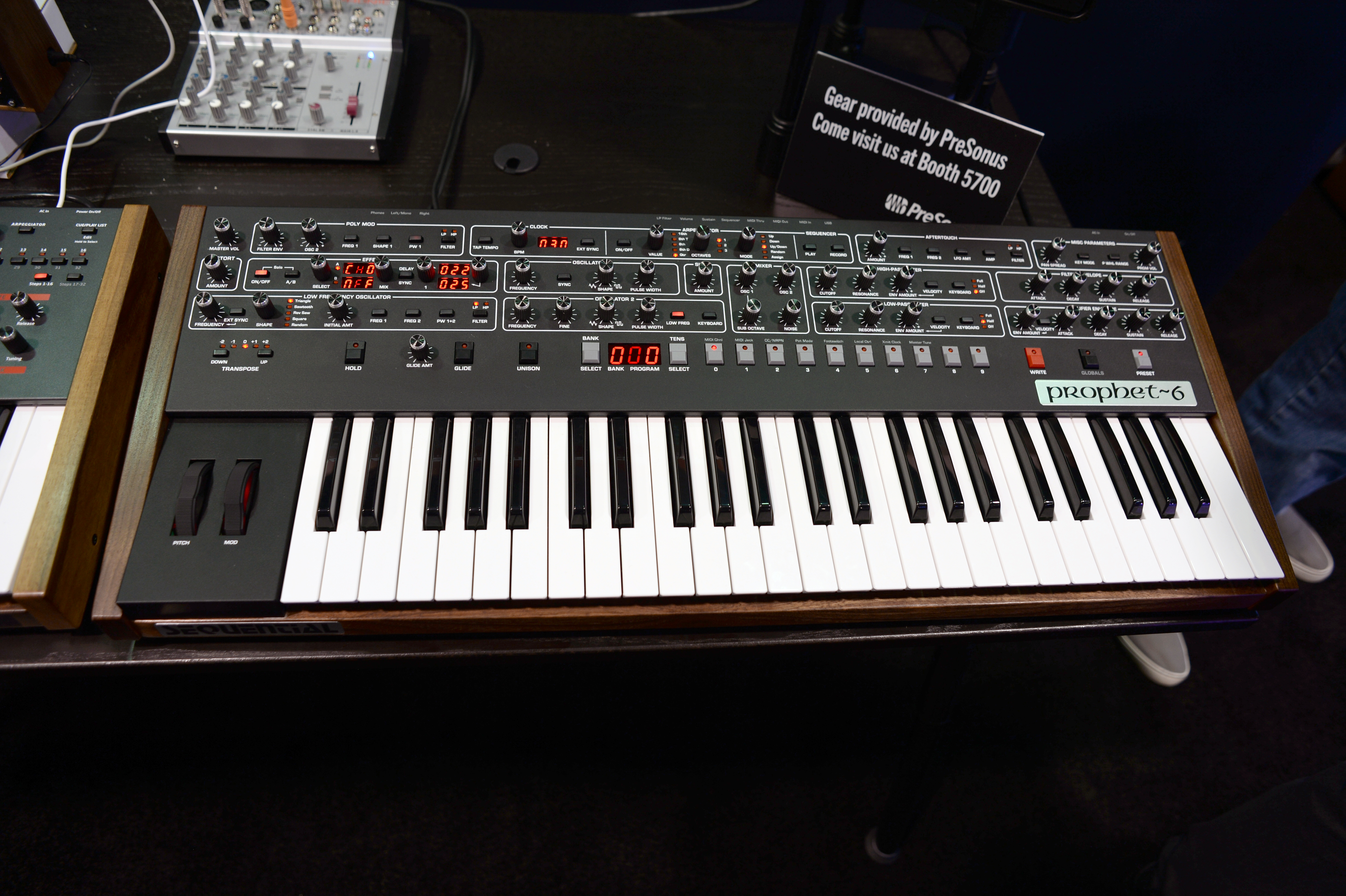
Sequential Prophet-6 (2015)

Dave Smith számos további Prophet elnevezésű hangszert adott ki az évek során. Például szintetizátorokat, mint a Pro-One, Prophet VS, Prophet '08 és a Prophet-6, illetve samplereket, mint a Prophet 2000 és a Prophet 3000. 2020-ban a Sequential cég kiadta a Prophet-5 új változatát, a Rev-4-et. Ez a korábbi verziókhoz képest olyan új funkciókkal bővült, mint például USB és MIDI csatlakozási lehetőségek, billentés- és nyomásérzékeny billentyűzet és polifónikus portamento. A korábbi verziók SSM, valamint CEM szűrőit is tartalmazza, amik között tetszőlegesen lehet váltani. A Sequential kiadta az Prophet-10 egy új változatát is, amely a tíz szólamú változataként jelent meg a Rev 4-nek, és a legelső Prophet-10 prototípushoz hasonlóan egy billentyűzettel bír.
John Bowen tanácsadóként segítette a Native Instruments-et a Pro 5 nevű szoftveres szintetizátoruk fejlesztésében 1999-ben. Ezt később a Pro 52 követte 2000-ben, majd a Pro 53 2003-ban Bowen a Creamware cég 2003-as szoftveres emulációinak, a Prophet és Prophet Plus fejlesztésében is segédkezett. Az Arturia 2006-ban kiadta Prophet V-t, 2018-ban pedig az U-he kiadta a Repro-5-öt. Más cégek a Prophet-5 hardveres replikáit gyártják; ilyenre példa a PikoPiko Factory nyílt forráskódú hardverszintetizátora, a Profree-4 2022-ből, vagy a Behringer által 2021-ben bejelentett Pro-16.

## Fordítás
Ez a szócikk részben vagy egészben  a   Prophet-5 című angol Wikipédia-szócikk ezen változatának fordításán alapul.  Az eredeti cikk szerkesztőit annak laptörténete sorolja fel. Ez a jelzés csupán a megfogalmazás eredetét és a szerzői jogokat jelzi, nem szolgál a cikkben szereplő információk forrásmegjelöléseként.